# David Berbotto
David Berbotto (Alba, 7 luglio 1980) è un ex nuotatore italiano.

## Carriera
Stileliberista con i  200 metri come distanza preferita, ha avuto i suoi più grandi successi in staffetta. È cresciuto natatoriamente a Torino, allenato da Corrado Rosso. dopo un grave incidente ad una mano prima degli europei giovanili del 1998 ha vissuto momenti difficili fino a quando nel 2001 è tornato in nazionale ai giochi del mediterraneo di Tunisi dove ha vinto l'argento con la 4 × 200 m stile libero. Due anni dopo sempre con la 4 × 200 m arriva terzo alle universiadi di Taegu.
Nel giugno 2005 ha vinto i suoi primi ori ai Giochi del Mediterraneo di Almería: primo nei 200 m e nella staffetta 4 × 200 m e bronzo con la 4 × 100 m mista. Un mese dopo ha partecipato ai campionati mondiali di Montréal e con la staffetta 4 × 200 m è arrivato quarto in finale insieme ad Emiliano Brembilla, Massimiliano Rosolino e Filippo Magnini. Con la staffetta 4 × 200 m stile libero ha avuto successo anche nel 2006: ad aprile ai mondiali in vasca corta di Shanghai ha vinto la medaglia d'oro nuotando in batteria: poi a fine luglio ha vinto la sua gara più importante; è riuscito a conquistare il titolo europeo a Budapest siglando insieme ai suoi compagni Rosolino, Nicola Cassio e Magnini anche il nuovo primato europeo.
Oggi vive a Byron Bay, in Australia

## Palmarès
- PE = primato europeo

| Campionati mondiali      | 200 m st. libero        | 4 × 100 m st. libero         | 4 × 200 m st. libero                |
| 2005 Montréal Canada     | ---                     | 9º - 3'49"12 frazione: 49"51 | 4º - 7'12"81 frazione: 1'48"57      |
| Mondiali in vasca corta  | 200 m st. libero        | 4 × 100 m st. libero         | 4 × 200 m st. libero                |
| 2006 Shanghai Cina       | ---                     | ---                          | Oro nuota in batteria               |
| Campionati europei       | 200 m st. libero        | 4 × 100 m st. libero         | 4 × 200 m st. libero                |
| 2006 Budapest Ungheria   | 10º in batteria 1'49"09 | ---                          | Oro: 7'09"60 - PE frazione: 1'47"87 |
| Giochi del Mediterraneo  | 200 m st. libero        | 4 × 200 m st. libero         | 4 × 100 m mista                     |
| 2001 Tunisi Tunisia      | ---                     | Argento: 7'23"38 :           | ---                                 |
| 2005 Almeria Spagna      | Oro 1'50"00             | Oro: 7'18"48 :               | Bronzo: 3'42"33 :                   |
| Europei giovanili        | 200 m st. libero        | 4 × 100 m st. libero         | 4 × 200 m st. libero                |
| 1997 Glasgow Scozia      | ---                     | Bronzo: 3'26"21 :            | Argento: 7'34"1 :                   |
| Universiadi              | 200 m st. libero        | 4 × 100 m st. libero         | 4 × 200 m st. libero                |
| 2003 Taegu Corea del Sud | ---                     | ---                          | Bronzo: 7'20"92 :                   |

### Campionati italiani
questi i suoi podi nei campionati:
- nd = non disputata

| Anno | Edizione    | st.libero 200 m | st.libero 400 m | st.libero 800 m | st.libero 4 × 100 m |
| ---- | ----------- | --------------- | --------------- | --------------- | ------------------- |
| 1997 | Primaverili | -               | -               | -               | 3                   |
| 2001 | Estivi      | 2               | -               | -               | -                   |
| 2003 | Estivi      | -               | 2               | -               | -                   |
| 2003 | Invernali   | -               | -               | 2               | nd                  |
| 2006 | Primaverili | 3               | -               | -               | -                   |